# Stortjärnarna (Dorotea socken, Lappland)
Stortjärnarna är en sjö i Dorotea kommun i Lappland och ingår i Ångermanälvens huvudavrinningsområde. Sjön har en area på 0,0897 kvadratkilometer och ligger 689,9 meter över havet. Stortjärnarna ligger i Gitsfjället Natura 2000-område.

## Delavrinningsområde
Stortjärnarna ingår i det delavrinningsområde (719496-147309) som SMHI kallar för Mynnar i Vallenjukke. Medelhöjden är 722 meter över havet och ytan är 3,22 kvadratkilometer. Det finns inga avrinningsområden uppströms utan avrinningsområdet är högsta punkten. Vattendraget som avvattnar avrinningsområdet har biflödesordning 5, vilket innebär att vattnet flödar genom totalt 5 vattendrag innan det når havet efter 307 kilometer. Avrinningsområdet består mestadels av skog (55 procent), sankmarker (23 procent) och kalfjäll (14 procent). Avrinningsområdet har 0,28 kvadratkilometer vattenytor vilket ger det en sjöprocent på 8,5 procent.